# Nahr-e Tolayeb
Nahr-e Tolayeb är en ort i Iran.   Den ligger i provinsen Khuzestan, i den sydvästra delen av landet, 700 km söder om huvudstaden Teheran. Nahr-e Tolayeb ligger 2 meter över havet och antalet invånare är 230.
Terrängen runt Nahr-e Tolayeb är mycket platt.  Närmaste större samhälle är Arvand Kenār, 2,6 km nordost om Nahr-e Tolayeb. Omgivningarna runt Nahr-e Tolayeb är i huvudsak ett öppet busklandskap.